# 弗吉拉 (加利福尼亞州)
弗吉拉（英語：Virgilla）是位於美國加利福尼亞州普盧默斯縣的一個非建制地區。該地的面積和人口皆未知。

## 地理
弗吉拉的座標為40°01′07″N 121°06′20″W / 40.01861°N 121.10556°W，而該地的平均海拔高度為848米（即2782英尺）。